# NGC 1232
NGC 1232 (również PGC 11819) – galaktyka spiralna z poprzeczką (SBc), znajdująca się w gwiazdozbiorze Erydanu w odległości około 65 milionów lat świetlnych. Została odkryta 20 października 1784 roku przez Williama Herschela. Galaktyka ta należy do gromady w Erydanie.
Galaktyka NGC 1232 zawiera liczne gromady otwarte wypełnione jasnymi, niebieskimi gwiazdami rozłożonymi wzdłuż ramion spiralnych oddzielone ciemnymi pasmami gęstego pyłu międzygwiazdowego. Zawiera też ciemną materię potrzebną do wyjaśnienia ruchów obserwowanych w zewnętrznych partiach galaktyki.

NGC 1232 i jej satelita, NGC 1232A, zdjęcie w świetle widzialnym i ultrafiolecie z ESO

W pobliżu NGC 1232 widoczna jest mniejsza, zdeformowana w kształt greckiej litery theta galaktyka NGC 1232A, która prawdopodobnie jest satelitą NGC 1232. Ta para galaktyk została skatalogowana jako Arp 41 w Atlasie Osobliwych Galaktyk.